# Microstomatichthyoborus katangae
Microstomatichthyoborus katangae är en fiskart som beskrevs av David och Poll, 1937. Microstomatichthyoborus katangae ingår i släktet Microstomatichthyoborus och familjen Distichodontidae. IUCN kategoriserar arten globalt som livskraftig. Inga underarter finns listade i Catalogue of Life.